# Antennemot
De antennemot (Tenaga nigripunctella) is een vlinder uit de familie van de Meessiidae. Deze soort is voor het eerst wetenschappelijk beschreven als Tinea nigripunctella door  Adrian Hardy Haworth in een publicatie uit 1828.
De soort komt voor in Portugal (ook de Azoren en Madeira), Spanje (ook de Canarische Eilanden), Frankrijk, Italië, Polen, Kroatië, Albanië, Griekenland, Oekraïne, Turkije, Israël, Marokko, Zuid-Afrika, Australië en de Verenigde Staten.
In Nederland is de soort uitgestorven en in het Verenigd Koninkrijk is de soort al 50 jaar niet meer gezien.